# Helichrysum italicum
 Helichrysum italicum   (Roth) G.Don, 1830  è una specie di pianta angiosperma dicotiledone della famiglia delle Asteraceae (sottofamiglia Asteroideae).

## Etimologia
Il nome del genere deriva da due parole greche "helios" (=  sole) e "chrysos" (= oro) e fa riferimento alla luminosità dei capolini. L'epiteto specifico (italicum) deriva da italiano. Il nome volgare, Perpetuini, deriva proprio dai capolini di queste piante, che hanno una parte delle squame involucrali secche e scariose che persistono a lungo inalterate.
Il nome scientifico della specie è stato definito dai botanici Albrecht Wilhelm Roth (1757-1834) e George Don (1798-1856) nella pubblicazione "Loudon's Hortus Britannicus: a catalogue of all the plants indigenous, cultivated in, or introduced to Britain. Part I. The Linnaean arrangement: Part II. The Jussieuean arrangement / edited by J. C. Loudon. London" ( Hort. Brit. [Loudon] 342) del 1830.

## Descrizione

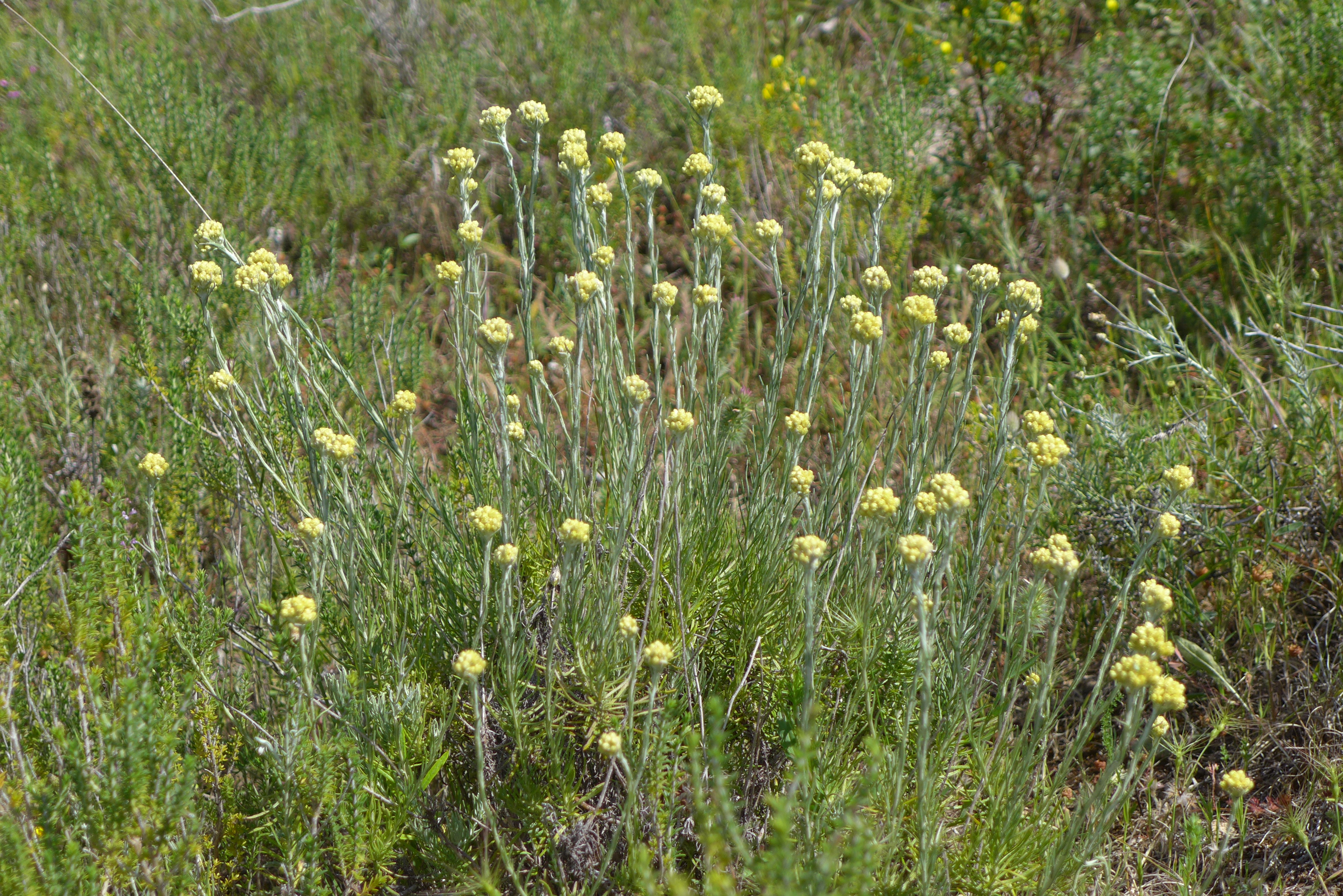
Il portamento

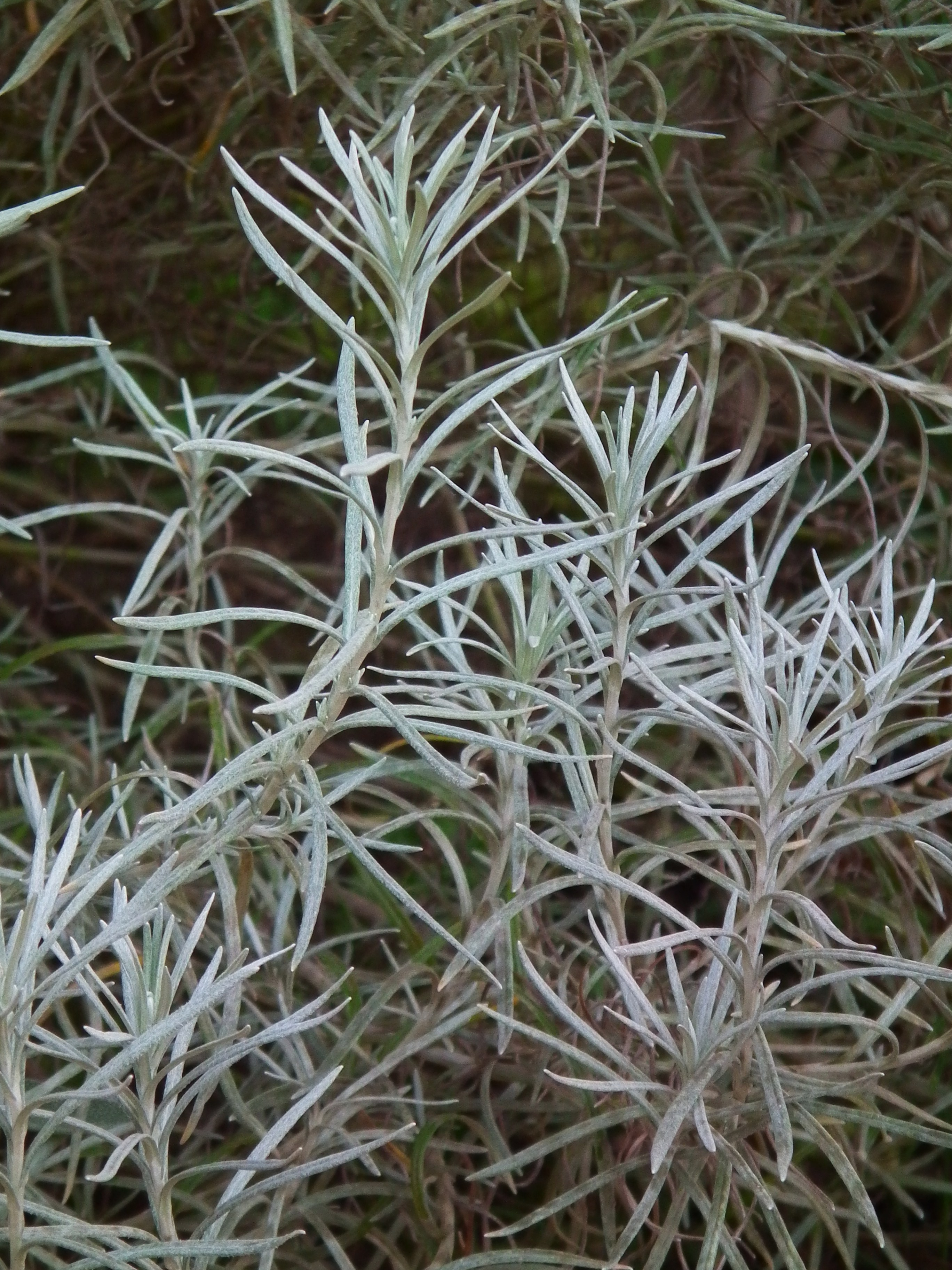
Le foglie

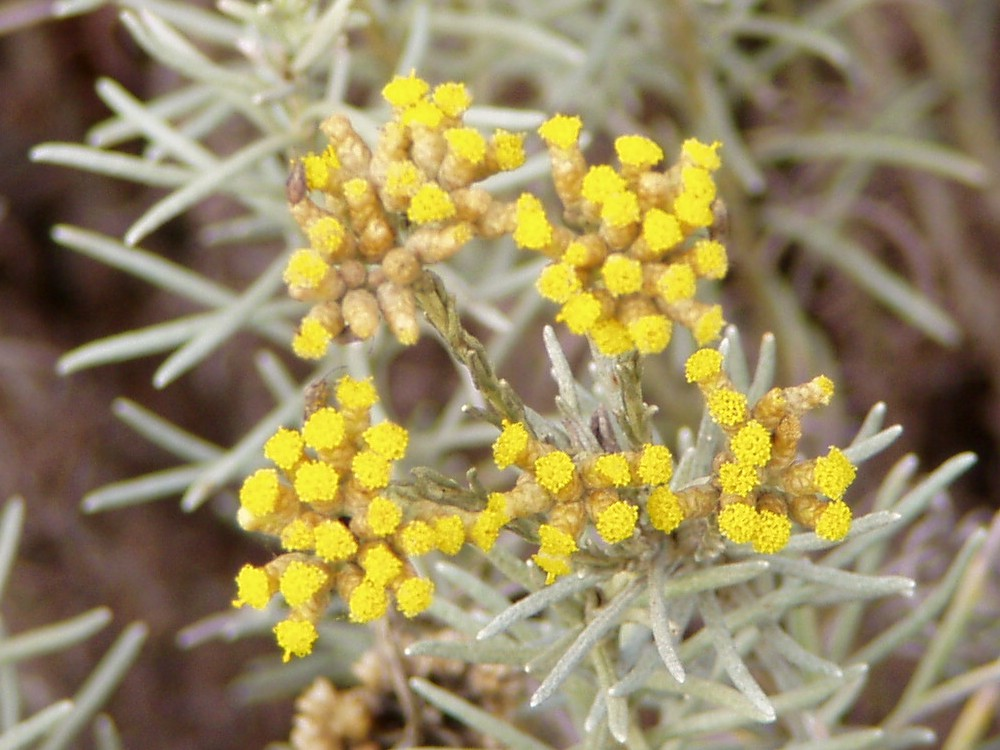
Infiorescenza

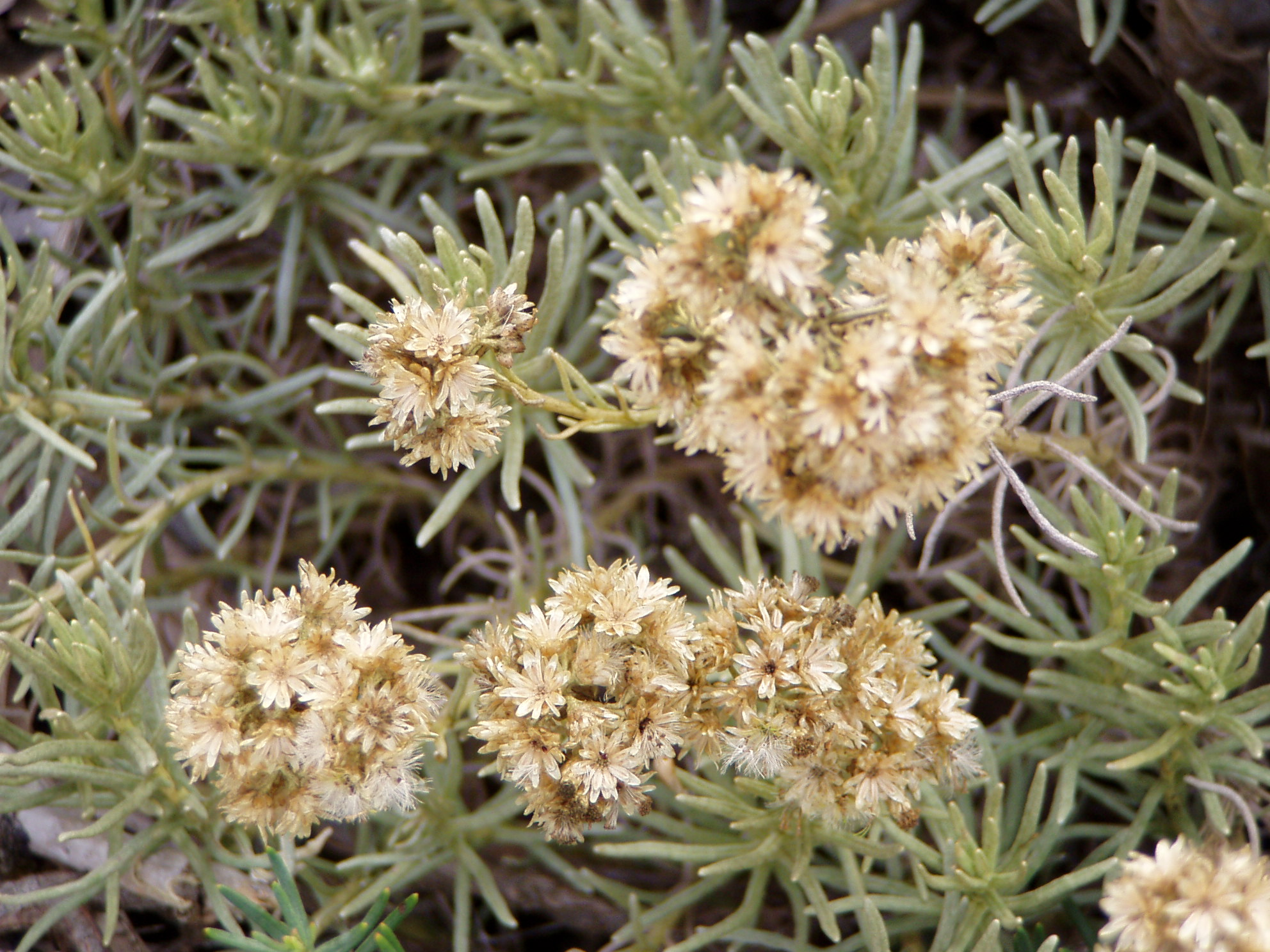
I fiori

Habitus. La specie di questa voce ha un habitus di tipo sub-arbustivo. La forma biologica è camefita suffruticosa (Ch suffr), sono piante perenni e legnose alla base, con gemme svernanti poste a un'altezza dal suolo tra i 2 e i 30 cm (le porzioni erbacee seccano annualmente e rimangono in vita soltanto le parti legnose). I cauli di queste piante sono provvisti del floema, ma non di canali resiniferi; mentre i sesquiterpeni lattoni sono normalmente assenti (piante senza lattice). L'Helichrysum italicum ha un odore aromatico gradevole.
Fusto. La parte aerea in genere è legnosa e contorta con rami arcuato-ascendenti. La pubescenza si compone di un sottile strato di peli lisci. La parte ipogea è provvista di una modesta radice a fuso e numerose radichette da cui partono vari fusticini ramosi. Altezza media: 25 – 40 cm.
Foglie. Le foglie, cauline, in genere sono disposte in modo alternato e sono sessili. Quelle inferiori spesso sono patenti e più o meno unilaterali. La lamina è intera con forme generalmente da strette (lineari) e piatte; i margini sono continui (a volte sono revoluti) oppure sono piegati verso il basso (convoluti). Spesso la superficie è tomentosa o lanosa (a volte anche stipitato o sessile-ghiandolare). Le facce sono bicolori (quelle adassiali a volte sono verdastre). La consistenza è molle. Dimensione delle foglie: 0,5 - 1 x 15 – 35 mm.
Infiorescenza. Le sinflorescenze sono composte da 25 - 35 capolini raccolti in formazioni corimbose dense. Le infiorescenze vere e proprie sono formate da un capolino terminale peduncolato di tipo discoide (con fiori omogami) o disciforme (con fiori eterogami). I capolini sono formati da un involucro, con forme da coniche a subcilindriche, composto da diverse brattee, al cui interno un ricettacolo fa da base ai fiori. Le brattee, ottuse, colorate da giallo-chiaro fino a bruno, a consistenza cartacea e lucide (a volte chitinose), sono disposte in modo più o meno embricato su più serie e sono libere o connate alla base (gli strati di stereoma sono divisi o indivisi); talora possono avere un margine ialino. Il ricettacolo è nudo ossia senza pagliette (raramente ne è provvisto) a protezione della base dei fiori; la forma è piatta. Dimensione degli involucri: diametro 2 – 3 mm; lunghezza 4 – 5 mm.
Fiori. I fiori (15 per capolino e lunghi 3 - 3,5 mm) sono tetra-ciclici (formati cioè da 4 verticilli: calice – corolla – androceo – gineceo) e pentameri (calice e corolla formati da 5 elementi). Sono inoltre tubulosi, attinomorfi e si distinguono in:
- fiori del disco esterni: sono femminili e filiformi o sub-radiati; oppure sono assenti;
- fiori del disco centrali: sono ermafroditi.

In questo gruppo di piante i fiori radiati (ligulati o del raggio) sono assenti; a volte sono confusi con i fiori femminili (tubulosi) del disco esterno più o meno sub-zigomorfi con un lembo piatto e possono essere interpretati come fiori del raggio.
- Formula fiorale:

*/x K {\displaystyle \infty }, [C (5), A (5)], G 2 (infero), achenio
- Calice: i sepali del calice sono ridotti a una coroncina di squame.
- Corolla: la forma della corolla normalmente è tubolare (a trombetta allargantesi all'apice) con 5 lobi (raramente 4); i lobi hanno una forma deltata o più o meno lanceolata. I colori della corolla sono generalmente giallo o giallo-bruno.
- Androceo: l'androceo è formato da 5 stami sorretti da filamenti generalmente liberi; gli stami sono connati e formano un manicotto circondante lo stilo; le teche (produttrici del polline) sono prive di sperone, ma hanno la coda (una sola); le appendici apicali delle antere hanno delle piatte; il tessuto endoteciale (rivestimento interno dell'antera) è quasi sempre polarizzato (con due superfici distinte: una verso l'esterno e una verso l'interno). Il polline è di tipo echinato (con punte sporgenti) a forma sferica è formato inoltre da due strati di ectesine, mentre lo strato basale è spesso e regolarmente perforato (tipo "gnafaloide").[8]
- Gineceo: l'ovario è infero uniloculare formato da due carpelli. Lo stilo (il recettore del polline) è intero o biforcato con due stigmi nella parte apicale. Gli stigmi hanno una forma troncata; possono essere ricoperti da minute papille o avere dei penicilli apicali. Le superfici stigmatiche sono separate.[8]
- Antesi: da maggio a novembre.

Frutti. I frutti sono degli acheni con pappo. Gli acheni sono piccoli a forma variabile da oblunga a obovoidale (o colonnare); la superficie è densamente ricoperta di papille ghiandolose; il pericarpo può essere percorso longitudinalmente da alcuni fasci vascolari o creste. Il pappo, prontamente caduco, in genere ridotto, è formato da una serie di diverse setole capillari (piumose o barbate; ma mai nella parte inferiore) connate o libere. Lunghezza degli acheni: 0,6 - 1,2 mm.

## Biologia
Impollinazione: l'impollinazione avviene tramite insetti (impollinazione entomogama tramite farfalle diurne e notturne).

Riproduzione: la fecondazione avviene fondamentalmente tramite l'impollinazione dei fiori (vedi sopra).

Dispersione: i semi (gli acheni) cadendo a terra sono successivamente dispersi soprattutto da insetti tipo formiche (disseminazione mirmecoria). In questo tipo di piante avviene anche un altro tipo di dispersione: zoocoria. Infatti gli uncini delle brattee dell'involucro (se presenti) si agganciano ai peli degli animali di passaggio disperdendo così anche su lunghe distanze i semi della pianta. Inoltre per merito del pappo il vento può trasportare i semi anche a distanza di alcuni chilometri (disseminazione anemocora).

## Distribuzione e habitat

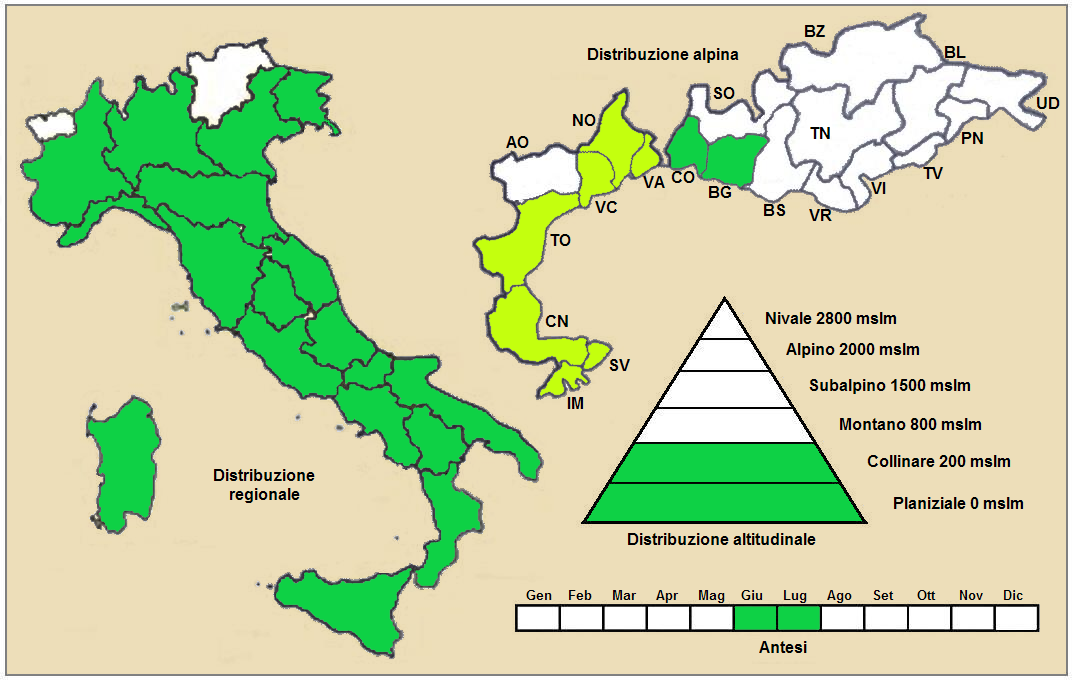
Distribuzione della pianta (Distribuzione regionale – Distribuzione alpina)

Geoelemento: il tipo corologico (area di origine) è Sud Europeo.
Distribuzione: in Italia questa specie si trova in tutto il territorio (nelle Alpi ha una presenza discontinua), ma è comune al centro, al sud e nelle isole. Sugli altri rilievi collegati alle Alpi è presente nella Pirenei e Monti Balcani. Nel resto dell'Europa e dell'areale del Mediterraneo si trova dal Portogallo all'Anatolia e nell'Africa settentrionale occidentale.
Habitat: l'habitat preferito per queste piante sono le garighe, i prati aridi, i brecciai, le fiumare e le colate laviche. Il substrato preferito è calcareo ma anche siliceo con pH basico, bassi valori nutrizionali del terreno che deve essere arido.
Distribuzione altitudinale: sui rilievi alpini, in Italia, queste piante si possono trovare fino a 800 m s.l.m. (massimo 1.400 m s.l.m. secondo G. Galetti); nelle Alpi frequentano quindi i seguenti piani vegetazionali: collinare (oltre a quello planiziale).

### Fitosociologia

#### Areale alpino
Dal punto di vista fitosociologico alpino la specie di questa voce appartiene alla seguente comunità vegetale:
Formazione: comunità delle lande di arbusti nani e delle torbiere
Classe: Rosmarinetea

#### Areale italiano
Per l'areale completo italiano la specie di questa voce appartiene alla seguente comunità vegetale:
Macrotipologia: vegetazione casmofitica, glareicola ed epifitica
Classe: Thlaspietea rotundifolii Br.-Bl., 1948
Ordine: Scrophulario bicoloris-helichrysetalia italici Brullo, 1984
Alleanza: Artemision variabilis Biondi et al, 1994
Descrizione. L'alleanza Artemision variabilis è relativa alle comunità caratterizzata dalla dominanza di Helychrysum italicum e altre camefite, tra cui Artemisia variabilis, che si sviluppa su greti con ciottoli e sabbia di natura prevalentemente granitica in ambienti costieri nella zona Mediterranea. La cenosi sopporta limitati periodi di inondazione, di acqua per lo più dolce o leggermente salata. Alleanza è distribuita nell'Italia meridionale peninsulare e sulle isole.
Specie presenti nell'associazione: Helichrysum italicum, Artemisia campestris, Inula viscosa e Chondrilla juncea.
Altre alleanze e associazioni per questa specie sono:
- Crucianellion maritimae
- Euphorbion rigidae
- Artemisio albae-Saturejion montanae
- Cisto eriocephali-Ericion multiflorae.

## Tassonomia
La famiglia di appartenenza di questa voce (Asteraceae o Compositae, nomen conservandum) probabilmente originaria del Sud America, è la più numerosa del mondo vegetale, comprende oltre 23.000 specie distribuite su 1.535 generi, oppure 22.750 specie e 1.530 generi secondo altre fonti (una delle checklist più aggiornata elenca fino a 1.679 generi). La famiglia attualmente (2021) è divisa in 16 sottofamiglie; la sottofamiglia Asteroideae è una di queste e rappresenta l'evoluzione più recente di tutta la famiglia.

### Filogenesi
Il genere della specie di questa voce è descritto nella tribù Gnaphalieae (una delle 21 tribù della sottofamiglia Asteroideae) e in particolare nella sottotribù Relhaniinae. Da un punto di vista filogenetico, la tribù Gnaphalieae fa parte del supergruppo (o sottofamiglia) "Asteroideae grade"; l'altro è il supergruppo "Non-Asteroideae" contenente il resto delle sottofamiglie delle Asteraceae. All'interno del supergruppo è vicina alle tribù Senecioneae, Calenduleae, Astereae e Anthemideae.
Helichrysum, comprendente oltre 500 specie (è il più grande genere della tribù Gnaphalieae), appartiene al clade Hap, un gruppo informale della sottotribù Gnaphaliinae che occupa una posizione più o meno "basale" ed è "fratello" ai cladi Flag e Australasian. Le specie di questo clade sono caratterizzate dalla divisione dello stereoma sulle brattee involucrali (hanno la base libera) e differiscono dalle "gnaphalie s.s." per i pochi e piccoli capolini, con forme cilindriche e con poche serie di brattee involucrali.
Tutte le specie del genere Helichrysum della flora spontanea italiana appartengono al clade dell'areale congiunto Mediterraneo-Asia e alla sez. Stoechadina (gruppo monofiletico). Si ipotizza che il genere, dall'Africa meridionale (probabile origine del gruppo) giunto nella regione mediterranea, si sia diversificato ed espanso ad est fino all'Asia occidentale e centrale e contemporaneamente abbia subito una riduzione del portamento legnoso.
Sandro Pignatti, nella pubblicazione "Flora d'Italia" (seconda edizione) ha diviso il genere (sempre in relazione alle specie presenti in Italia) in tre gruppi. La specie di questa voce appartiene al terzo gruppo ("C") caratterizzato da capolini più lunghi che larghi (altre specie del gruppo sono: H. litoreum).
I caratteri distintivi per la specie  Helichrysum italicum sono:
- il portamento è arbustivo con rami arcuato-ascendenti;
- le foglie sono poco tomentose e sono verdi sulla pagina superiore;
- dimensioni delle foglie inferiori: 0,5 - 1 x 15 - 35 mm:
- la forma dell'involucro varia da subconico a cilindrico;
- dimensioni dell'involucro: diametro 2 - 3 mm, lunghezza 4 - 5 mm;
- gli acheni sono lunghi 0,6 - 1,2 mm e sono densamente ricoperti di papille ghiandolose.

Il numero cromosomico della specie è: 2n = 28.

### Variabilità
Per questa specie sono riconosciute le seguenti sottospecie:

#### Sottospecieitalicum
- Nome scientifico:  Helichrysum italicum subsp. italicum
- Descrizione: i fusti fioriferi sono erbacei e sono ricoperti da un tomento grigio-giallastro; le foglie sono lunghe fino a 25 mm e sono larghe 1,5 - 2,3 mm; le pagine superiori delle foglie sono ricoperte da un tomento persistente; le brattee esterne hanno delle forme ovate e triangolari.
- Corologia: il tipo corologico (area di origine) è  Sud Europeo (Substeppico).
- Distribuzione: in Italia è comune in Liguria, al Centro e al Meridione; nel resto dell'areale del Mediterraneo si trova dalla Francia all'Anatolia e nell'Africa settentrionale occidentale.
- Numero cromosomico: 2n = 28.
- Fitosociologia: per l'areale completo italiano la specie di questa voce appartiene alla seguente comunità vegetale:

Macrotipologia: vegetazione alofila costiera e continentale e delle dune sabbiose.
Classe: Helichryso-crucianelletea maritimae (Sissingh 1974) Géhu, Rivas-Martínez & Tüxen in Géhu 1975 em. Biondi & Géhu in Géhu & Biondi, 1994
Ordine: Helichrysetalia italici Biondi & Géhu in Géhu & Biondi, 1994
Alleanza: Helichrysion litorei Biondi et al, 2013
Descrizione. L'alleanza Helichrysion litorei è relativa alle garighe basse dominate da Helichrysum litoreum che si sviluppa nelle falesie rocciose e nei ghiaiosi litoranei delle isole di tipo eolico e lungo le coste italiane. La distribuzione di questa cenosi è relativa più o meno a tutto il Mediterraneo (Provenza, penisola Balcanica e Adriatico), ma la maggiore distribuzione dell’alleanza si ha nei territori meridionale della Sicilia e lungo la costa tirrenica della penisola italiana sino alla Toscana settentrionale, comprendendo anche l’Arcipelago toscano.
Specie presenti nell'associazione: Genista tyrrhena, Helichrysum litoreum, Helichrysum italicum subsp. pseudolitoreum, Helichrysum rupestre, Helichrysum italicum subsp. italicum e Senecio gibbosus.

#### Sottospecieericoidemun
- Nome scientifico: Helichrysum italicum subsp. ericoideum (Fiori) Georgiadou, 2006
- Distribuzione: Italia.

Nota: nella "Flora d'Italia" (seconda edizione) questa sottospecie è descritta all'interno della subsp. siculum.

#### Sottospeciepseudolitoreum
- Nome scientifico: Helichrysum italicum subsp. pseudolitoreum  (Fiori) Bacch., Brullo & Mossa, 2003
- Descrizione: le foglie sono lunghe fino a 40 mm e larghe 0,8 - 1 mm; le brattee esterne hanno delle forme variabili da obovate a obovato-lanceolate.
- Corologia: il tipo corologico (area di origine) è  Endemico.
- Distribuzione: in Italia si trova con discontinuità (Monte Argentario, Isole Tremiti, Gargano e Sardegna).
- Fitosociologia: vedi la sottospecie italicum.

#### Sottospeciesiculum
- Nome scientifico: Helichrysum italicum subsp. siculum  (Jord. & Fourr.) Galbany, L.Sáez & Benedí, 2006
- Descrizione: i fusti fioriferi sono legnosi e ricoperti di tomento bianco-niveo; le foglie sono lunghe fino a 25 mm e sono larghe 1,5 - 2,3 mm; il tomento della pagina superiore delle foglie non è persistente; le brattee esterne hanno delle forme ovate e triangolari.
- Corologia: il tipo corologico (area di origine) è  Subendemico.
- Distribuzione: Italia (Calabria e Sicilia) e Tunisia.

#### Sottospecietyrrhenicum
- Nome scientifico: Helichrysum italicum subsp. tyrrhenicum  (Bacch., Brullo & Giusso) Herrando, J.M.Blanco, L.Sáez & Galbany, 2016
- Descrizione: la pianta è gracile; il caule è densamente ramificato; le foglie inferiori sono lunghe 5 - 12 mm; le brattee esterne sono ghiandolose; il diametro dei capolini è 2 mm; gli acheni sono lunghi 0,7 - 1,1 mm.
- Corologia: il tipo corologico (area di origine) è Mediterraneo nesicolo.
- Distribuzione: Sardegna e Corsica.
- Distribuzione altitudinale: 0 - 1.800 m s.l.m..

Nota: nella "Flora d'Italia" (seconda edizione) questa sottospecie è descrita come H. microphyllum (Willd) Cambess. subsp. tyrrhenicum  Bacch., Brullo & Mossa

#### Altre sottospecie non presenti in Italia
- Helichrysum italicum subsp. microphyllum  (Willd.) Nyman, 1879 - Distribuzione: Grecia.
- Helichrysum italicum subsp. picardii  (Boiss. & Reut.) Franco, 1984 - Distribuzione: Penisola Iberica e Magreb.
- Helichrysum italicum subsp. serotinum  (DC.) P.Fourn., 1940 - Distribuzione: Penisola Iberica, Francia e Algeria.

### Sinonimi
Sono elencati alcuni sinonimi per questa entità:
- Gnaphalium italicum Roth, 1790

Sinonimi della subsp. ericoideum
- Helichrysum italicum var. ericoideum Fiori, 1904

Sinonimi della subsp. italicum
- Gnaphalium angustissimum  Mill.
- Gnaphalium chrysocoma  Mill.
- Gnaphalium siculum  Tineo
- Gnaphalium stoechas  Sm.
- Helichrysum angustissimum  Grande
- Helichrysum argyreum  Jord. & Fourr.
- Helichrysum italicum f. intermedium  Pamp.
- Helichrysum numidicum  Pomel

Sinonimi della subsp. microphyllum
- Gnaphalium microphyllum  Willd.
- Helichrysum angustifolium subsp. microphyllum  (Willd.) Rouy
- Helichrysum microphyllum  (Willd.) Cambess.

Sinonimi della subsp. picardii
- Helichrysum picardii  Boiss. & Reut.
- Helichrysum serotinum subsp. picardii  (Boiss. & Reut.) Galbany, L.Sáez & Benedí
- Helichrysum picardii subsp. virescens  (Valdés Berm.) Rivas Mart.
- Helichrysum picardii var. virescens  Valdés Berm.

Sinonimi della subsp. pseudolitoreum
- Helichrysum italicum var. pseudolitoreum  Fiori
- Helichrysum pseudolitoreum  (Fiori) Brullo

Sinonimi della subsp. serotinum
- Helichrysum angustifolium subsp. serotinum  (DC.) Sudre
- Helichrysum angustifolium proles serotinum  (DC.) Rouy
- Helichrysum italicum var. serotinum  (DC.) O.Bolòs & Vigo
- Helichrysum serotinum  (DC.) Boiss.
- Helichrysum stoechas var. serotinum  DC.
- Helichrysum chloroticum  Jord. & Fourr.
- Helichrysum hispanicum  Jord. & Fourr.
- Helichrysum italicum var. libanotis  (Jord. & Fourr.) O.Bolòs & Vigo
- Helichrysum leptophyllum  Jord. & Fourr.
- Helichrysum libanotis  Jord. & Fourr.

Sinonimi della subsp. siculum
- Helichrysum siculum Jord. & Fourr.

Sinonimi della subsp. tyrrhenicum
- Helichrysum microphyllum subsp. tyrrhenicum Bacch., Brullo & Giusso

## Usi
La pianta intera veniva utilizzata per bruciare le setole dei maiali macellati, per l'aroma particolare che conferiva al lardo. 
Le parti fiorite, che mantengono il loro vivido colore anche essiccate, vengono utilizzate per profumare la biancheria e gli ambienti.
In cosmetica l'elicriso è impiegato come fissante nei profumi.

### Fitoterapia
L'elicriso come pianta officinale era già conosciuta e apprezzata in epoca greco-romana e nel medioevo. In epoca recente non solo sono state confermate le virtù già note ma se ne sono scoperte altre, per merito inizialmente di un medico condotto toscano, Leonardo Santini. La droga è costituita dalla pianta fiorita, che ha odore caratteristico molto aromatico. Essa contiene un olio essenziale, acido caffeico, acido ursolico, resine, mucillagini e sostanze coloranti che nell'insieme prendono il nome di elicrisina. I diversi preparati a base di elicriso (estratto fluido, sciroppo, aerosol, tisane) possono trovare impiego nelle malattie dell'apparato respiratorio, nelle malattie reumatiche e allergiche, nelle malattie epatiche, nelle flebiti, nelle cefalee e perfino nelle ustioni e per curare i geloni.

## Giardinaggio
Pianta rustica, tollera una temperatura minima di -5/-10 °C, sole e terreno ben drenato. Si moltiplica per talea basale o delle parti semilegnose in estate o da seme in primavera.